# The Witch (film 1916)
The Witch (o The Sorceress) è un film muto del 1916 diretto da Frank Powell.

## Trama
Dopo la morte di suo padre, il dottor Fernandez, un generale che aveva combattuto contro Mendoza, il governatore militare del Messico, Zora - che era stata istruita da suo padre sull'arte dell'ipnosi - è ostracizzata dal vincitore. Mendoza avverte che ogni donna che sarà colta in associazione con lei finirà in prigione, ogni uomo impiccato. Facendo uso di erbe, Zora cura i poveri. Cura in segreto anche Dolores, la figlia di Mendoza, malata di sonnambulismo. Innamorata del tenente Riques, quando Zora scopre che il giovane è fidanzato a Dolores, usa l'ipnosi per mandare in trance la giovane. La donna viene sorpresa in compagnia di Riques: secondo la legge, l'uomo dovrebbe essere punito ma lei, per salvarlo, dichiara che lui è venuto da lei attirato dalle sue arti magiche. Condannata al rogo, Zora sta per essere bruciata quando l'infermiera di Dolores, quella che aveva messo segretamente in contatto la ragazza con la guaritrice, informa Mendoza che solo Zora può guarire sua figlia. A Zora, allora, viene offerta la libertà se toglierà l'incantesimo alla ragazza. Dopo aver compiuto il suo compito, la donna viene espulsa dal villaggio.

## Produzione
Il film fu prodotto dalla Fox Film Corporation.

## Distribuzione
Distribuito dalla Fox Film Corporation, il film - presentato da William Fox - uscì nelle sale cinematografiche USA il 27 febbraio 1916.